# Rauvolfia obtusiflora
Rauvolfia obtusiflora är en oleanderväxtart som beskrevs av A. Dc.. Rauvolfia obtusiflora ingår i släktet Rauvolfia och familjen oleanderväxter. Utöver nominatformen finns också underarten R. o. trichophylla.